# Phlegmariurus quadrifariatus
Phlegmariurus quadrifariatus é uma espécie de planta do gênero Phlegmariurus e da família Lycopodiaceae. 

## Taxonomia
A espécie foi descrita em 2012 por Benjamin Øllgaard. 
Os seguintes sinônimos já foram catalogados:  
- Lycopodium quadrifariatum  Bory
- Lycopodium quadrangulare  Spring
- Huperzia quadrifariata  (Bory) Rothm.
- Urostachys quadrifariatus  (Bory) Rothm.

## Forma de vida
É uma espécie epífita, rupícola e herbácea. 

## Descrição
| Caule                 | Caule                                    |
| --------------------- | ---------------------------------------- |
| cor da parte basal    | verde a castanha                         |
| tipo de caule         | pendente/flexuoso                        |
| Folha                 |                                          |
| formato das folhas    | anisofila/imbricada                      |
| lâmina dos micrófilos | linear lanceolado/reduzida               |
| inserção das folhas   | decorrente/reflexa recurvada ou adpressa |
| base foliar           | curta/verde                              |
| esporófilo            | iguais às folha vegetativa               |
| Esporângio            |                                          |
| forma das duas valvas | iguais                                   |
| forma do esporângio   | reniforme/globoso                        |
| Esporo                |                                          |
| tipo de esporo        | foveolado/fossulado                      |

## Conservação
A espécie faz parte da Lista Vermelha das espécies ameaçadas do estado do Espírito Santo, no sudeste do Brasil. A lista foi publicada em 13 de junho de 2005 por intermédio do decreto estadual nº 1.499-R. 

## Distribuição
A espécie é encontrada nos estados brasileiros de Espírito Santo, Minas Gerais, Paraná, Rio de Janeiro, Rio Grande do Sul, Santa Catarina e São Paulo. 
Em termos ecológicos, é encontrada no domínio fitogeográfico de Mata Atlântica, em regiões com vegetação de floresta ombrófila pluvial.